# Macedónia no Festival Eurovisão da Canção 2014
To the sky (português: Até o céu) é a canção que foi levada a Copenhaga pela intérprete Tijana Dapčević.
Participará na segunda semifinal.